# Schmieh

Historisches Wappen von Schmieh

Schmieh ist ein Ortsteil von Bad Teinach-Zavelstein.
Der Ort Schmieh wird erstmals im Jahr 1320 erwähnt. Die Namensbedeutung ist nicht überliefert. Die Gemarkungsfläche des Stadtteils umfasst insgesamt 632 ha, wovon 468 ha – schwarzwaldtypisch – bewaldet sind. Das Gebiet befindet sich auf Höhen zwischen 412 und 745 m ü. NN.
Der Ort entstand durch Rodung einer Hochebene und wurde in Form eines Waldhufendorfes besiedelt.
Die Ortschaft hatte bis Ende der 1960er Jahre eine Grundschule.
Das ehemalige Wappen hatte die Form eines geteilten Schildes Silber (bzw. weiß) und grün, oben drei pfahlweise gestellte, grüne Tannenzapfen nebeneinander.
Zur Gründung der neuen Stadt Bad Teinach-Zavelstein trug Schmieh bei der Gebietsreform am 1. Januar 1975 zu über einem Viertel zum Stadtgebiet, mit 150 Einwohnern jedoch nur etwas mehr als 5 % zur Gesamtbevölkerung bei.
Koordinaten: 48° 41′ N, 8° 39′ O